# György Gerendás

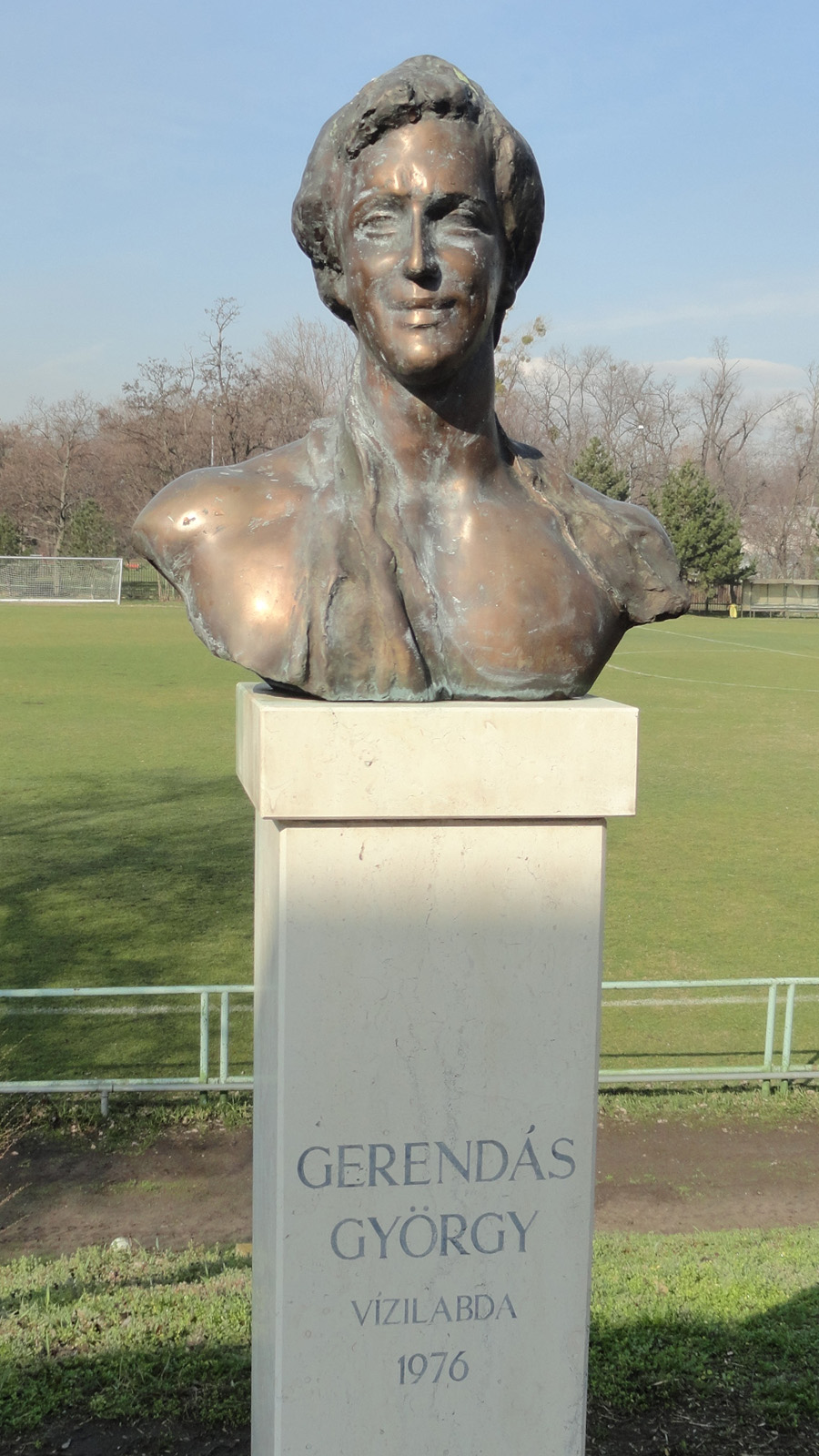
Büste des György Gerendás

György Gerendás (* 23. Februar 1954 in Budapest) ist ein ehemaliger ungarischer Wasserballspieler. Er war mit der ungarischen Nationalmannschaft Olympiasieger 1976 und Olympiadritter 1980. Außerdem war er Weltmeisterschaftszweiter 1978 und 1982 sowie Europameister 1977.

## Karriere
Der 1,86 Meter große György Gerendás spielte bis 1978 bei Ferencváros Budapest. Nach fünf Jahren bei Honvéd Budapest wechselte er 1983 zu Budapesti VSC, mit diesem Verein gewann er 1985 und 1987 die ungarische Meisterschaft. 1988 und 1989 wurde er italienischer Meister mit Circolo Nautico Posillipo.
Von 1975 bis 1986 wirkte Gerendás in 230 Länderspielen mit. Bei den Olympischen Spielen 1976 warf Gerendás einen Treffer. Beim Turnier in Montreal gewann die ungarische Mannschaft die Goldmedaille vor den Italienern und den Niederländern. Bei der Europameisterschaft 1977 siegten die Ungarn vor den Jugoslawen und den Italienern. Im Jahr darauf bei der Weltmeisterschaft 1978 in West-Berlin siegten die Italiener vor den Ungarn, wobei der direkte Vergleich mit 4:4 endete. Bei den Olympischen Spielen 1980 in Moskau erreichten die Ungarn als Gruppensieger der Vorrunde die Hauptrunde. Nach Niederlagen gegen die späteren Olympiasieger aus der Sowjetunion und die späteren Olympiazweiten aus Jugoslawien belegten die Ungarn den dritten Platz und erhielten die Bronzemedaille. Gerendás warf insgesamt zehn Tore.
1981 bei der Europameisterschaft in Split belegten die Ungarn den dritten Platz hinter den Mannschaften aus der Bundesrepublik Deutschland und aus der Sowjetunion. Im Jahr darauf bei der Weltmeisterschaft in Guayaquil gab es drei Gruppenphasen. Die Ungarn siegten in ihrer Vorrundengruppe und in ihrer Zwischenrundengruppe, in der Endrunde spielten sie zweimal Unentschieden. Die sowjetische Mannschaft gewann den Titel vor den ungeschlagenen Ungarn. Gerendás ging in der Vorrunde leer aus, erzielte aber bei den beiden Unentschieden in der Endrunde jeweils zwei Tore. Seine letzte internationale Medaille gewann Gerendás bei der Europameisterschaft 1983, die Ungarn wurden Zweite hinter der sowjetischen Mannschaft. Nach dem Olympiaboykott 1984 belegte Gerendás 1985 mit der ungarischen Mannschaft den fünften Platz bei der Europameisterschaft in Sofia.
Nach dem Ende seiner Spielerkarriere schlug György Gerendás die Trainerlaufbahn ein. Er betreute mehrere Budapester Vereine und war zehn Jahre lang Cheftrainer in Eger. Zweimal gehörte er als Co-Trainer zum Trainerstab der ungarischen Nationalmannschaft.